# Handroanthus
Handroanthus, biljni rod iz porodice katalpovki smješten u Tabebuja savez. Sastoji se od 36 vrste (i jednog hibrida) drveća iz tropske Amerike od Meksika i Srednje Amerike do Kariba i Argentine. Tipična je Tecoma alba Cham., sinonim za Handroanthus albus.

## Opis
Listopadno ili polulistopadno drveće. Listovi nasuprotni, dlanasto složeni, obično s 3 ili 5 listića, često s dendritičnim i/ili zvjezdastim dlakama. Cvjetovi često u krajnjim grozdastim cimesima; čaška zvonasta do kupasta, 5-nazubljena; vjenčić cjevasto zvonasti, pretežno žut ili ružičast. Čahura duga i uska, rijetko do gusto dlakava.

## Rasprostranjenost
Svijet: oko 30 vrsta, Srednja i Južna Amerika, često se uzgajaju kao ukrasno drveće sa svojim velikim kitnjastim cvjetovima; Australija: 2 vrste rijetko naturalizirane u Novom Južnom Walesu. Neke vrste prethodno uključene u Tabebuia. Izvor drva i ljekovitih proizvoda.

## Vrste
1. Handroanthus abayoy Villarroel & G.A.Parada
2. Handroanthus albus (Cham.) Mattos
3. Handroanthus arianeae (A.H.Gentry) S.O.Grose
4. Handroanthus barbatus (E.Mey.) Mattos
5. Handroanthus billbergii (Bureau & K.Schum.) S.O.Grose
6. Handroanthus botelhensis (A.H.Gentry) S.O.Grose
7. Handroanthus bureavii (Sandwith) S.O.Grose
8. Handroanthus capitatus (Bureau & K.Schum.) Mattos
9. Handroanthus catarinensis (A.H.Gentry) S.O.Grose
10. Handroanthus chrysanthus (Jacq.) S.O.Grose
11. Handroanthus chrysotrichus (Mart. ex DC.) Mattos
12. Handroanthus coralibe (Standl.) S.O.Grose
13. Handroanthus coronatus (Proença & Farias) Farias
14. Handroanthus cristatus (A.H.Gentry) S.O.Grose
15. Handroanthus diamantinensis F.Esp.Santo & M.M.Silva
16. Handroanthus floccosus (Klotzsch) Mattos
17. Handroanthus grandiflorus F.Esp.Santo & M.M.Silva
18. Handroanthus guayacan (Seem.) S.O.Grose
19. Handroanthus heptaphyllus (Vell.) Mattos
20. Handroanthus impetiginosus (Mart. ex DC.) Mattos
21. Handroanthus incanus (A.H.Gentry) S.O.Grose
22. Handroanthus lapacho (K.Schum.) S.O.Grose
23. Handroanthus obscurus (Bureau & K.Schum.) Mattos
24. Handroanthus ochraceus (Cham.) Mattos
25. Handroanthus parviflorus F.Esp.Santo & M.M.Silva
26. Handroanthus pedicellatus (Bureau & K.Schum.) Mattos
27. Handroanthus pulcherrimus (Sandwith) S.O.Grose
28. Handroanthus pumilus (A.H.Gentry) S.O.Grose
29. Handroanthus riodocensis (A.H.Gentry) S.O.Grose
30. Handroanthus selachidentatus (A.H.Gentry) S.O.Grose
31. Handroanthus serratifolius (Vahl) S.O.Grose
32. Handroanthus speciosus (DC. ex Mart.) ined.
33. Handroanthus spongiosus (Rizzini) S.O.Grose
34. Handroanthus subtilis (Sprague & Sandwith) S.O.Grose
35. Handroanthus uleanus (Kraenzl.) S.O.Grose
36. Handroanthus umbellatus (Sond.) Mattos
37. Handroanthus ×lewisii Hodel, Henrich, Greby & Yansura